# Agama boueti
Agama boueti е вид влечуго от семейство Agamidae. Видът е незастрашен от изчезване.

## Разпространение
Разпространен е в Мавритания, Мали, Нигер и Сенегал.

## Описание
Популацията на вида е стабилна.